# 王宗汭
王宗汭（9世纪—925年），中國五代十国時代人物，前蜀高祖王建的义子。
事奉王建为义子，王建给他赐姓名王宗勋。前蜀后主时，充任招讨副使，屯守秦州。后唐军入境，成都路绝，他和王承休从文州、扶州南下，经过不毛之地，且战且行。抵达茂州只剩下二千余人。回到成都，被后唐魏王李继岌杀死。